# 圣多明我广场 (墨西哥城)

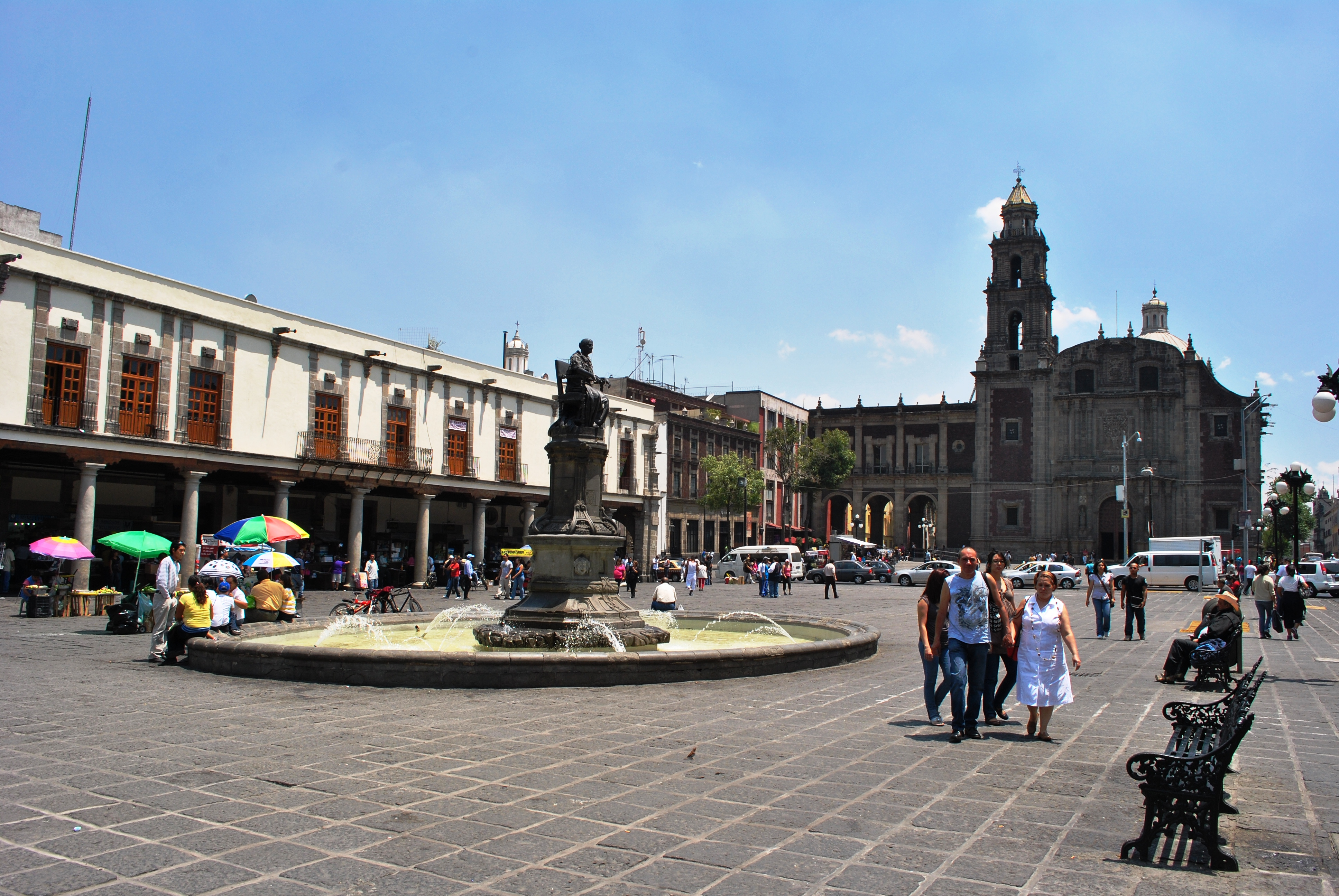
圣多明我广场

圣多明我广场（Plaza de Santo Domingo）是墨西哥城历史中心的一个广场，位于墨西哥城主教座堂以北三个街区的巴西共和国街与Belisario Dominguez 街。
广场的北侧为圣多明我堂，其西侧是福音门拱廊（Portal de Evangelistas），摆放古老的打字机和印刷机，通常向文盲客户提供类似于律师和财务顾问的服务。墨西哥独立战争的女英雄Josefa Ortiz de Dominguez 的雕像，矗立在广场中央的喷泉里。
不幸的是, 这一领域也因伪造文件而闻名。根据联邦区联邦追查司法机构的情报部门，在这一地区，除了合法经营的242家印刷商店之外, 还发现了614起打印机伪造文件案件。其中大多数位于五月二十三日广场、古巴共和国街、智利共和国街以及胡斯托·谢拉街。

## 周边建筑

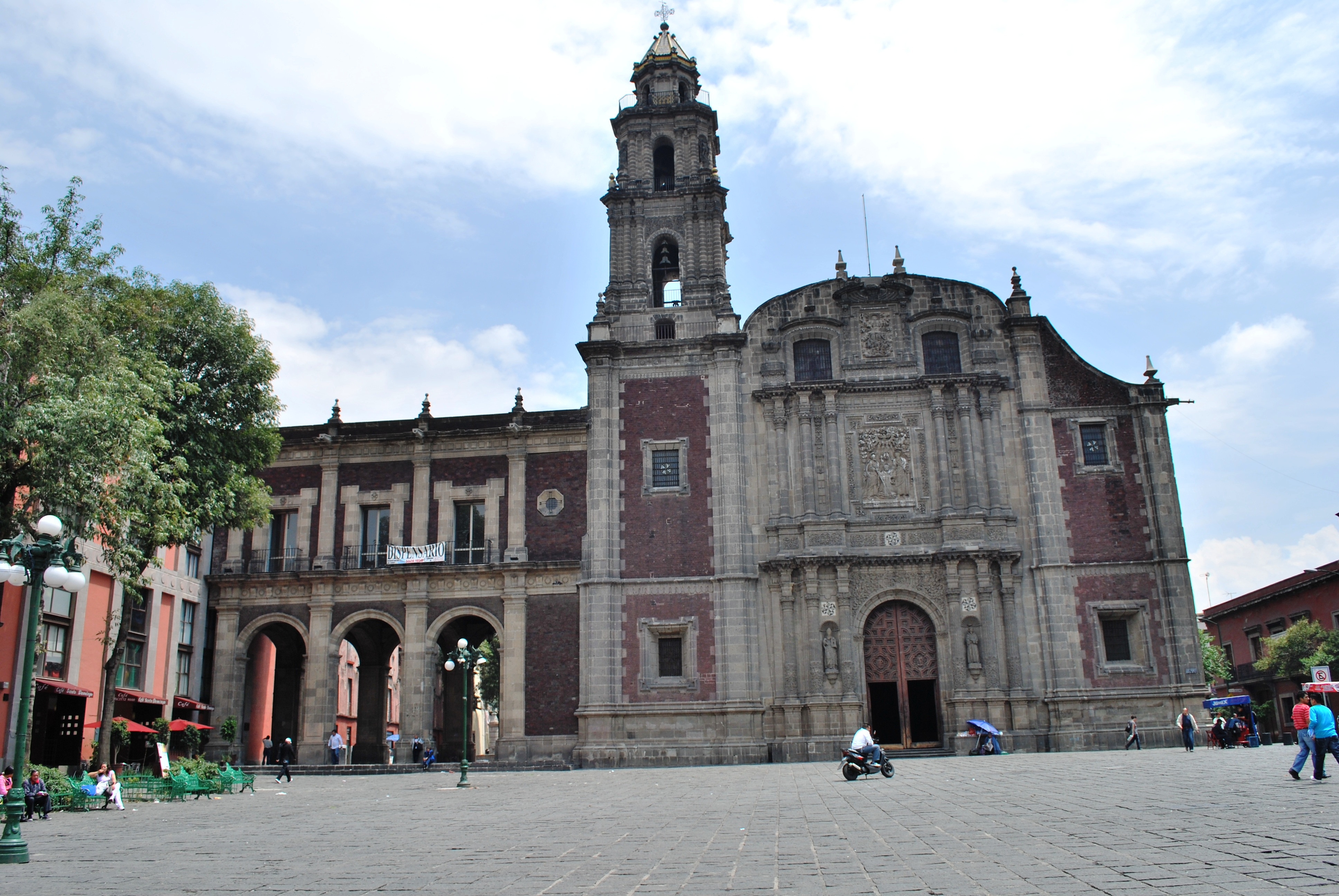
圣多明我堂
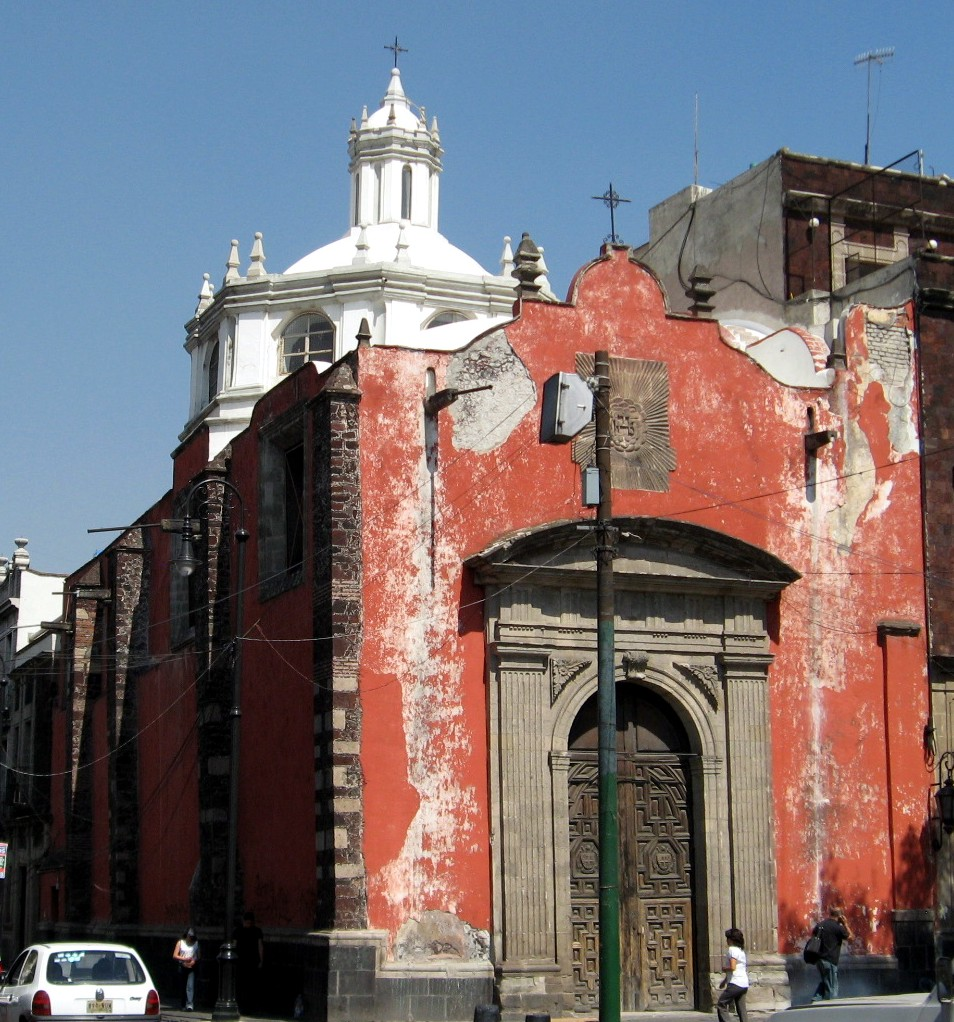
圣老楞佐堂
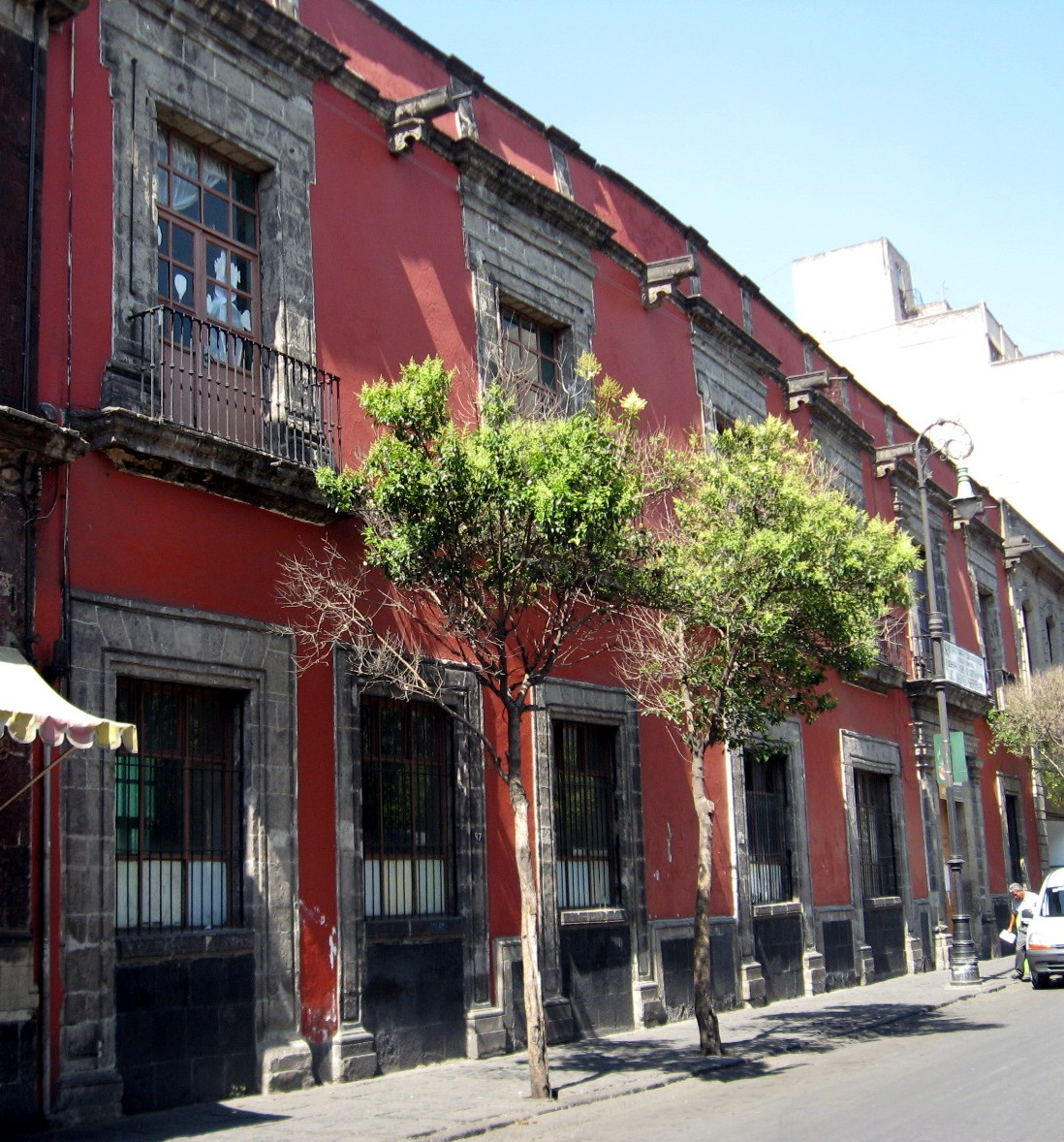
古巴共和国街97号

1. 圣老楞佐堂
2. 古巴共和国街97号
3. 古巴共和国街92号
4. 巴西共和国街37号，现在是一个私人博物馆[3]。